# Михайловская (платформа)
Миха́йловская — остановочная платформа Санкт-Петербургского отделения Октябрьской железной дороги на линии Санкт-Петербург — Волховстрой.
Расположена в посёлке Михайловский, по которому получила название. Обслуживает также жителей ряда садоводств, расположенных в окрестностях платформы: «Берёзка», «Берёзка-2», «Бирюза», «Восход им Козицкого», «Восход-2», «Геодезист-2», «Движенец», «Движенец-2», «Дзержинец-2», «Дружный», «Железобетон», «Завод АТИ», «Калининец», «Ленгаз», «Лениздат», «Лидер», «Медик», «Метрополитеновец», «Михайловское завода им А. А. Кулакова», «Михайловское-2 (Красногвардеец)», «Моряк», «НСТ Техфлотец (КСТ)», «Оргтехстрой», «Отрадненское», «Подъёмник», «Радуга», «Садко», «Северная верфь», «Скороход», «Строитель-2», «Университет», «Фотон (ПО завод Вибратор)», «Чайка-М», «Электроприбор», «Ягода», «Яхта».

## Фотографии

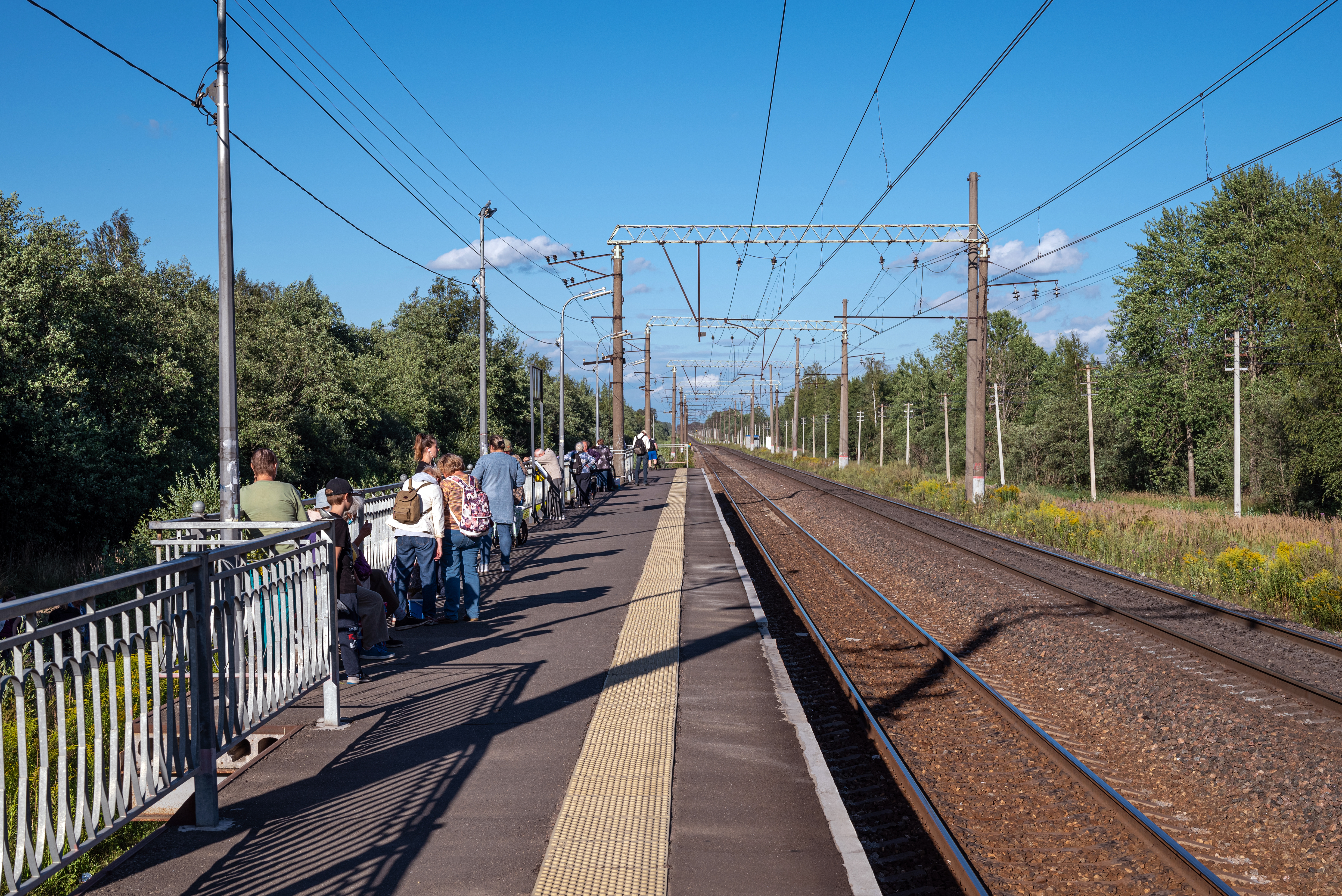
Общий вид платформы
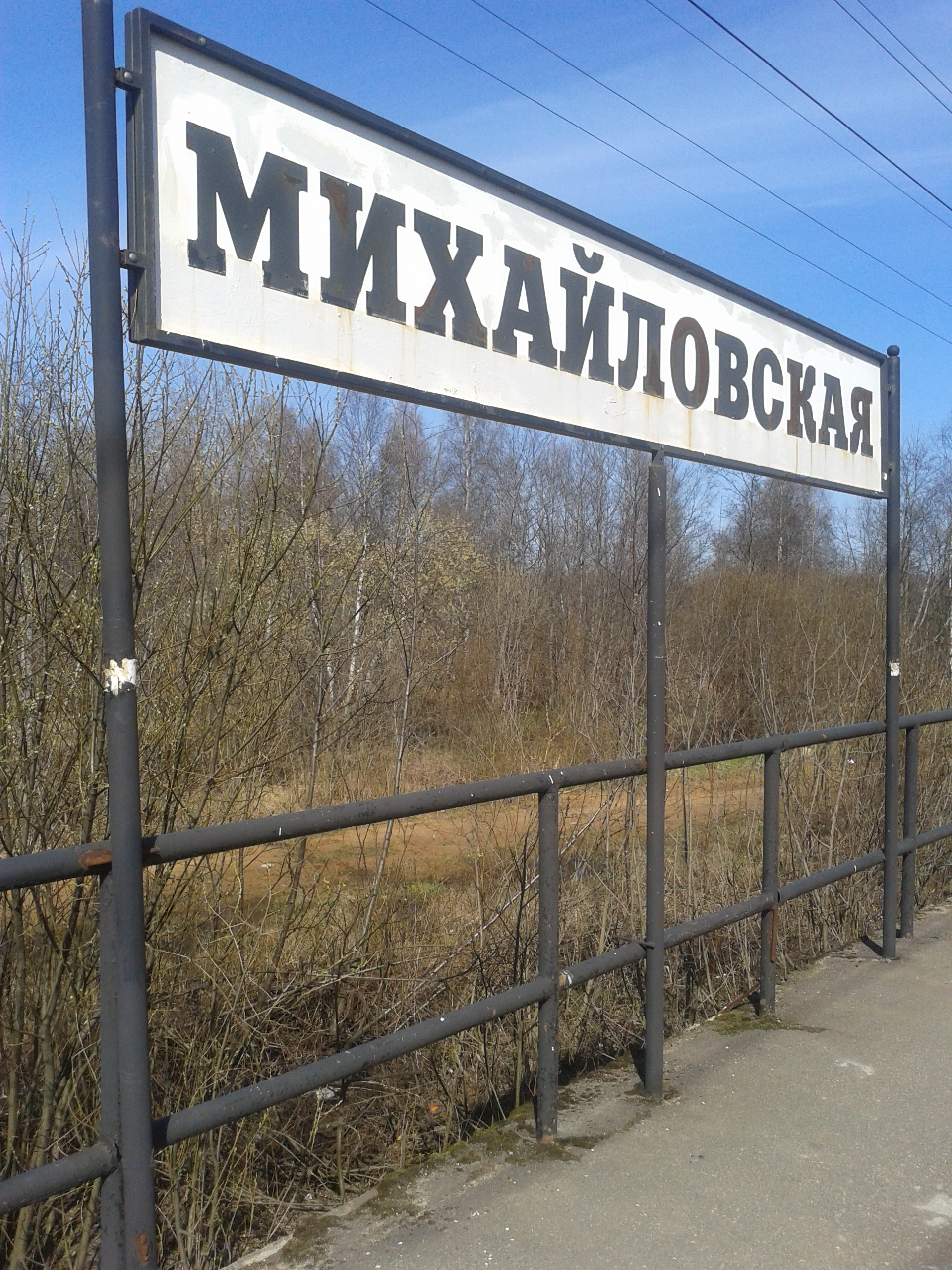
Указатель названия станции, 2001 год
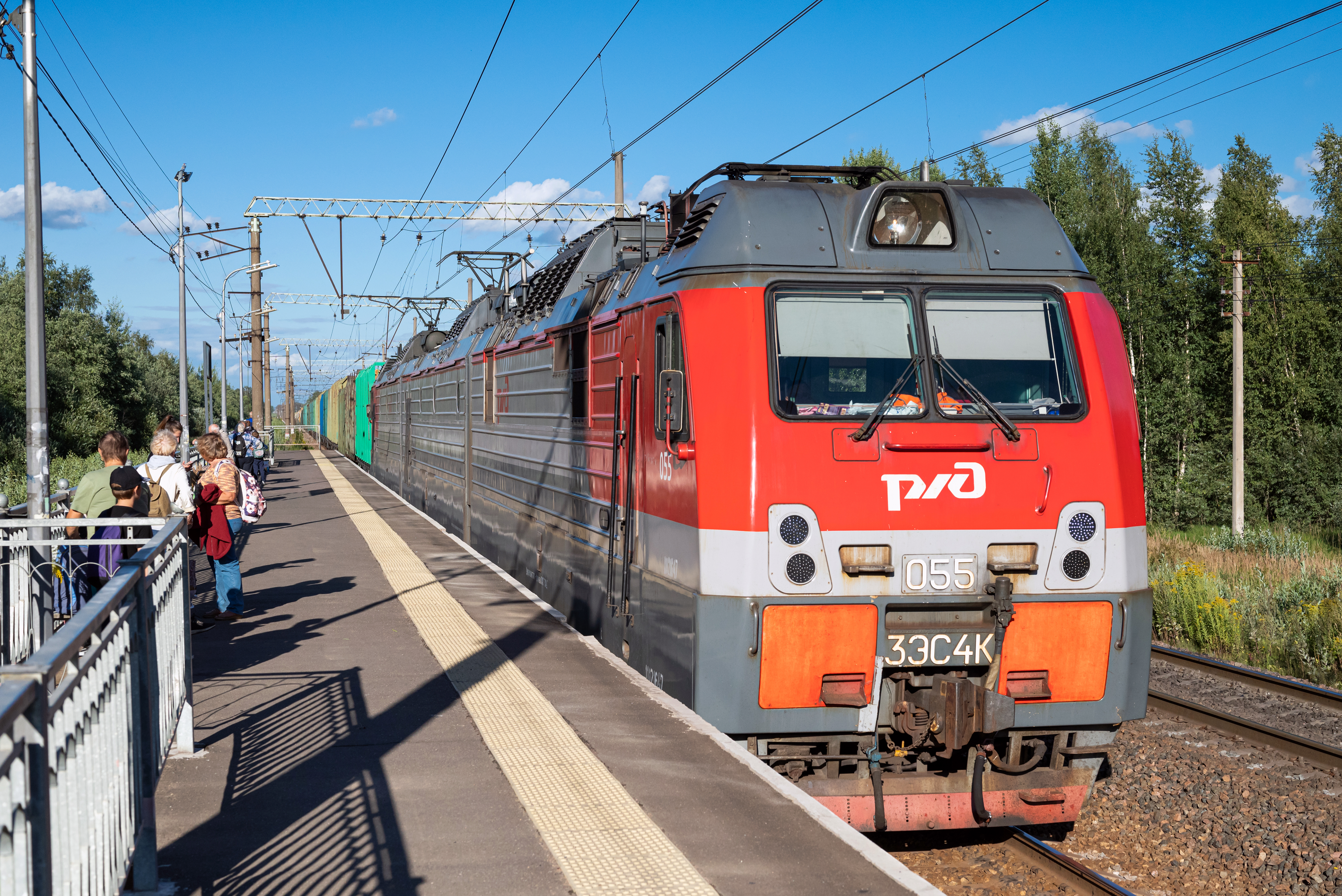
Электровоз ЭС4К и грузовой состав у платформы